# ジグメーパルバル・ビスタ
ジグメーパルバル・ビスタ（Jigme Dorje Palbar Bista、チベット語: Jigs-med-dpal-bar BistaまたはJig-med rdo-rji dgra-drul、1930年 - 2016年12月16日）は、1964年から2008年までのムスタン王国の君主（チベット語:Lo rGyal-po、ネパール語:Mustang Raja）。ムスタンは、伝説的な創設者アメパルが建国した王国で彼はその王位伝承者であった。

## 生涯
1930年、アングンテンジントランドゥル（Angun Tenzing Trandul）の王子（三男）として、王宮に生まれる。チベットのシガツェに留学し、1959年にムスタンに戻り皇太子となる。1964年、父王が没するとムスタン王となる。1964年から1990年迄、ネパール連邦議会の上院議員も務めた。
1950年代にチベットのシガツエの貴族の娘ラニ サヒバシドル と結婚。1人息子のアングンテンジンが8歳で亡くなり、甥のJigme Singhe Palbar Bista（1957年生）を養子とした。
2008年10月7日、ネパール政府により藩王制（Rajauta）廃止が決定されたことにより、ムスタン国王を退位した。ちなみにネパール国内のサリャーン郡、ジャージャルコート郡、バジャーン郡の各藩王もこれに伴い退位した。
2016年12月16日、ネパールの首都カトマンズにて逝去し、19日に同地で葬列がおこなわれた。